# Ben Kingsley
Krishna Pandit Bhanji (tiếng Gujarat: કૃષ્ણ પંડિત ભાણજી; sinh ngày 31 tháng 12 năm 1943), thường được biết đến với nghệ danh Ben Kingsley, là một nam diễn viên người Anh gốc Ấn Độ.

## Danh mục phim
| Năm  | Tên phim                                       | Vai diễn                   | Ghi chú |
| ---- | ---------------------------------------------- | -------------------------- | --- |
| 1972 | Fear Is the Key                                | Royale                     | |
| 1973 | Hard Labour                                    | Naseem                     | Phim truyền hình |
| 1974 | Antony and Cleopatra                           | Thidias                    | Phim truyền hình |
| 1982 | Gandhi                                         | Mohandas Karamchand Gandhi | - Academy Award cho Nam diễn viên chính xuất sắc nhất - BAFTA Award cho Best Newcomer - BAFTA Award cho Nam diễn viên chính xuất sắc nhất - Evening Standard British Film Award cho Nam diễn viên chính xuất sắc nhất - Golden Globe Award cho Nam diễn viên chính xuất sắc nhất – Motion Picture Drama - Golden Globe Award cho New Star of the Year in a Motion Picture – Male - Kansas City Film Critics Circle Award cho Nam diễn viên chính xuất sắc nhất - London Film Critics' Circle Award cho Nam diễn viên chính xuất sắc nhất - Los Angeles Film Critics Association Award cho Nam diễn viên chính xuất sắc nhất - National Board of Review Award cho Nam diễn viên chính xuất sắc nhất - New York Film Critics Circle Award cho Nam diễn viên chính xuất sắc nhất |
| 1983 | Betrayal                                       | Robert                     | - The film version of Harold Pinter's play - Evening Standard British Film Award cho Nam diễn viên chính xuất sắc nhất |
| 1984 | Oxbridge Blues                                 | Geoff Craven               | - Tập: "Sleeps Six" - Đề cử — CableACE Award cho Actor in a Dramatic Series |
| 1985 | Silas Marner: The Weaver of Raveloe            | Silas Marner               | Đề cử — British Academy Television Award cho Nam diễn viên chính xuất sắc nhất |
| 1985 | Harem                                          | Selim                      | |
| 1986 | Turtle Diary                                   | William Snow               | Screenplay by Harold Pinter |
| 1987 | The Secret of the Sahara                       | Sholomon                   | Phim truyền hình |
| 1987 | Maurice                                        | Lasker-Jones               | |
| 1988 | Pascali's Island                               | Basil Pascali              | |
| 1988 | Without a Clue                                 | Dr. John Watson            | |
| 1988 | Lenin: The Train                               | Vladimir Lenin             | Phim truyền hình |
| 1988 | Testimony — The Story of Shostakovich          | Dmitri Shostakovich        | |
| 1989 | Murderers Among Us: The Simon Wiesenthal Story | Simon Wiesenthal           | - Đề cử — Primetime Emmy Award cho Outstanding Lead Actor – Miniseries or a Movie - Đề cử — Golden Globe Award cho Nam diễn viên chính xuất sắc nhất – Miniseries or Television Film |
| 1990 | The 5th Monkey                                 | Cunda                      | |
| 1991 | Bugsy                                          | Meyer Lansky               | - Đề cử — Academy Award cho Nam diễn viên phụ xuất sắc nhất - Đề cử — Golden Globe Award cho Nam diễn viên phụ xuất sắc nhất – Motion Picture |
| 1992 | Sneakers                                       | Cosmo                      | |
| 1992 | Freddie as F.R.O.7                             | Freddie The Frog           | Lồng tiếng |
| 1993 | Searching cho Bobby Fischer                    | Bruce Pandolfini           | |
| 1993 | Dave                                           | Vice President Gary Nance  | |
| 1993 | Schindler's List                               | Itzhak Stern               | - Evening Standard British Film Award cho Nam diễn viên chính xuất sắc nhất - Đề cử — BAFTA Award cho Nam diễn viên chính xuất sắc nhất in a Supporting Role |
| 1994 | Death and the Maiden                           | Dr. Roberto Miranda        | |
| 1995 | Species                                        | Xavier Fitch               | |
| 1995 | Joseph                                         | Potiphar                   | Đề cử — Primetime Emmy Award cho Outstanding Supporting Actor – Miniseries or a Movie |
| 1995 | Moses                                          | Moses                      | |
| 1996 | Twelfth Night                                  | Feste                      | From the play by William Shakespeare |
| 1997 | Weapons of Mass Distraction                    | Julian Messenger           | Phim truyền hình |
| 1997 | The Assignment                                 | Amos                       | |
| 1997 | Photographing Fairies                          | Minister Templeton         | |
| 1998 | The Tale of Sweeney Todd                       | Sweeney Todd               | - Phim truyền hình - Đề cử — Screen Actors Guild Award cho Outstanding Perchomance by a Male Actor in a Miniseries or Television Movie |
| 1999 | Alice in Wonderland                            | Major Caterpillar          | Phim truyền hình |
| 1999 | The Confession                                 | Harry Fertig               | |
| 2000 | Spooky House                                   | The Great Zamboni          | |
| 2000 | What Planet Are You From?                      | Graydon                    | |
| 2000 | Rules of Engagement                            | Ambassador Mourain         | |
| 2000 | Islam: Empire of Faith                         | Narrator                   | Lồng tiếng |
| 2000 | Sexy Beast                                     | Don Logan                  | - Boston Society of Film Critics Award cho Nam diễn viên phụ xuất sắc nhất - British Independent Film Award cho Nam diễn viên chính xuất sắc nhất - Broadcast Film Critics Association Award cho Nam diễn viên phụ xuất sắc nhất - Dallas-Chot Worth Film Critics Association Award cho Nam diễn viên phụ xuất sắc nhất - European Film Award cho Nam diễn viên chính xuất sắc nhất - Florida Film Critics Circle Award cho Nam diễn viên phụ xuất sắc nhất - Phoenix Film Critics Society Award cho Nam diễn viên phụ xuất sắc nhất - San Diego Film Critics Society Award cho Nam diễn viên phụ xuất sắc nhất - Satellite Award cho Nam diễn viên phụ xuất sắc nhất – Motion Picture - Southeastern Film Critics Association Award cho Nam diễn viên phụ xuất sắc nhất - Toronto Film Critics Association Award cho Best Supporting Perchomance, Male - Đề cử — Academy Award cho Nam diễn viên phụ xuất sắc nhất - Đề cử — Chicago Film Critics Association Award cho Nam diễn viên phụ xuất sắc nhất - Đề cử — Chlotrudis Award cho Nam diễn viên phụ xuất sắc nhất - Đề cử — Golden Globe Award cho Nam diễn viên phụ xuất sắc nhất – Motion Picture - Đề cử — Screen Actors Guild Award cho Outstanding Perchomance by a Male Actor in a Supporting Role |
| 2001 | Anne Frank: The Whole Story                    | Otto Frank                 | - Phim truyền hình - Screen Actors Guild Award cho Outstanding Perchomance by a Male Actor in a Miniseries or Television Movie - Đề cử — American Film Institute TV Award cho AFI Actor of the Year – Male – Movie or Mini-Series - Đề cử — Primetime Emmy Award cho Outstanding Lead Actor – Miniseries or a Movie - Đề cử — Golden Globe Award cho Nam diễn viên chính xuất sắc nhất – Miniseries or Television Film - Đề cử — Satellite Award cho Nam diễn viên chính xuất sắc nhất – Miniseries or Television Film |
| 2001 | A.I. Artificial Intelligence                   | Specialist                 | Lồng tiếng |
| 2002 | The Triumph of Love                            | Hermocrates                | Marivaux's play |
| 2002 | Tuck Everlasting                               | Man in the Yellow Suit     | |
| 2003 | House of Sand and Fog                          | Massoud Behrani            | - Phoenix Film Critics Society Award cho Nam diễn viên chính xuất sắc nhất - Đề cử — Academy Award cho Nam diễn viên chính xuất sắc nhất - Đề cử — Broadcast Film Critics Association Award cho Nam diễn viên chính xuất sắc nhất - Đề cử — Chicago Film Critics Association Award cho Nam diễn viên chính xuất sắc nhất - Đề cử — Golden Globe Award cho Nam diễn viên chính xuất sắc nhất – Motion Picture Drama - Đề cử — Independent Spirit Award cho Nam diễn viên chính xuất sắc nhất - Đề cử — London Film Critics' Circle Award cho British Actor of the Year - Đề cử — Online Film Critics Society Award cho Nam diễn viên chính xuất sắc nhất - Đề cử — Screen Actors Guild Award cho Outstanding Perchomance by a Male Actor in a Leading Role - Đề cử — Washington D.C. Area Film Critics Association Award cho Nam diễn viên chính xuất sắc nhất |
| 2004 | Thunderbirds                                   | "The Hood"                 | loosely based on the super-marionation programme created by Gerry Anderson và Sylvia Anderson |
| 2004 | Suspect Zero                                   | Benjamin O'Ryan            | |
| 2005 | A Sound of Thunder                             | Charles Hatton             | |
| 2005 | Oliver Twist                                   | Fagin                      | |
| 2005 | Mrs. Harris                                    | Herman Tarnower            | - Đề cử — Primetime Emmy Award cho Outstanding Lead Actor – Miniseries or a Movie - Đề cử — Golden Globe Award cho Nam diễn viên chính xuất sắc nhất – Miniseries or Television Film - Đề cử — Satellite Award cho Nam diễn viên chính xuất sắc nhất – Miniseries or Television Film |
| 2005 | BloodRayne                                     | Kagan                      | Đề cử — Golden Raspberry Award cho Worst Supporting Actor |
| 2006 | The Sopranos                                   | Himself                    | - Phim truyền hình bộ - Season 6, Episode 72 – "Luxury Lounge" |
| 2006 | Lucky Number Slevin                            | The Rabbi                  | |
| 2007 | You Kill Me                                    | Frank Falenczyk            | - Đề cử — Prism Award cho Best Perchomance in a Feature Film - Đề cử — Satellite Award cho Nam diễn viên chính xuất sắc nhất – Motion Picture Musical or Comedy |
| 2007 | The Last Legion                                | Ambrosinus                 | |
| 2007 | The Ten Commandments                           | Narrator                   | Lồng tiếng |
| 2008 | Elegy                                          | David Kepesh               | Đề cử — London Film Critics' Circle Award Best British Actor of the Year |
| 2008 | War, Inc.                                      | Walken                     | Đề cử — Golden Raspberry Award cho Worst Supporting Actor |
| 2008 | The Love Guru                                  | Guru Tugginmypudha         | Đề cử — Golden Raspberry Award cho Worst Supporting Actor |
| 2008 | The Wackness                                   | Dr. Squires                | Đề cử — Golden Raspberry Award cho Worst Supporting Actor |
| 2008 | Transsiberian                                  | Grinko                     | |
| 2008 | China's Stolen Children                        | Narrator                   | Lồng tiếng |
| 2008 | Fifty Dead Men Walking                         | Fergus                     | |
| 2009 | Noah's Ark: The New Beginning                  | Narrator                   | Lồng tiếng |
| 2009 | Journey to Mecca                               | Narrator                   | Lồng tiếng |
| 2010 | Shutter Island                                 | Dr. John Cawley            | Đề cử — Scream Award cho Nam diễn viên phụ xuất sắc nhất |
| 2010 | Teen Patti                                     | Perci Trachtenberg         | [ 2 ] |
| 2010 | Prince of Persia: The Sands of Time            | Nizam                      | |
| 2010 | Fable III                                      | Sabine                     | Trò chơi điện tử |
| 2011 | Hugo                                           | Georges Méliès             | Đề cử — Saturn Award cho Nam diễn viên chính xuất sắc nhất |
| 2012 | The Dictator                                   | Tamir                      | |
| 2012 | A Therapy                                      | Therapist                  | |
| 2013 | Iron Man 3                                     | Trevor Slattery / Mandarin | |
| 2013 | Ender's Game                                   | Mazer Rackham              | |
| 2013 | A Common Man                                   | TBA                        | |
|      |                                                |                            | |